# 이등공송덕비건의소
이등공송덕비건의소(伊藤公頌德碑建議所)는 이토 히로부미가 안중근에게 저격된 후 기념 송덕비를 건립하기 위해 조직된 단체이다. 송덕비건의소, 송덕비건립사무소(頌德碑建立事務所)라고도 한다.
1909년 11월 2일에 보부상 지도자 이학재의 주도로 이토의 공을 잊지 않기 위한 불망비를 세우자는 취지서를 발가하고 조직되었다. 이토 히로부미의 동상 설립을 위해 조직된 동아찬영회와 결합하여 10개월 동안 일반인들을 대상으로 14만환을 모금하는 것을 목표로 세웠다. 구체적인 사업으로는 80여칸의 비각을 세울 자리를 한성부 북부 순화방으로 정하고, 동상은 4만환을 들여 일본에 주문해 제작하기로 하였다.
그러나 송덕비건의소 내부에서 동상을 건립하자는 의견과 돌비석을 제작하여 봄가을로 제사를 지내자는 의견을 두고 갈등이 노출되어 주도자 중 한 명인 윤진학이 탈퇴하는 등 문제가 일어나, 송덕비 건립 계획은 성사되지 못했다. 이 과정에서는 이토 추모 사업의 주도권을 놓고 발생한 동아찬영회와의 알력도 작용했다.
주요 인물은 발기인 이학재, 상의장 김윤식, 부의장 이윤용 등이며, 장석주와 이하영, 박제순도 참여했다.

## 같이 보기
- 이토 히로부미
- 동아찬영회

## 참고자료
- 친일인명사전편찬위원회 (2004년 12월 27일). 《일제협력단체사전 - 국내 중앙편》. 서울: 민족문제연구소. 74-75쪽쪽. ISBN 8995330724.